# タック・ターナー
タック・ターナー（George A. "Tuck" Turner、1866年2月13日 - 1945年7月16日）は、アメリカ合衆国のプロ野球選手（外野手）。左投げ両打ち。
MLBでスイッチヒッターとして史上初の打率4割を記録した。

## 経歴
フィラデルフィア・フィリーズで1894年にスイッチヒッター史上初、現在も唯一の打率4割（.418）を記録した。さらに、彼は希少な左投げのスイッチヒッターとしての記録であり、右投げのスイッチヒッターですら4割を超えた例はない。しかし、ヒュー・ダフィーがメジャーリーグ史上最高打率となる（.440）を叩きだして、三冠王を獲得したため、打率は2位で首位打者獲得はならなかった。また、フィリーズからは、ターナーを含めて4割打者が史上最多の4人誕生している。